# Christiaan Brosch
Christiaan Adolf Willem Brosch (ur. 7 marca 1878 w Hadze, zm. 29 czerwca 1969 w Marcillac-Saint-Quentin) – holenderski strzelec, olimpijczyk.

## Kariera
Uczestnik Letnich Igrzysk Olimpijskich 1908, gdzie wystąpił w 2 konkurencjach. Indywidualnie osiągnął 41. miejsce w pistolecie dowolnym z 50 jardów. Z kolei w drużynowym strzelaniu z karabinu dowolnego w trzech postawach z 300 m zajął 7. pozycję, uzyskując 2. wynik w zespole.
Startował na mistrzostwach świata. W 1907 roku zajął wraz z drużyną 5. miejsce w karabinie dowolnym w trzech postawach z 300 m, uzyskując 880 punktów (3. rezultat drużyny holenderskiej). Rok później osiągnął 7. miejsce z 4. rezultatem w drużynie (849 punktów).

## Wyniki

### Igrzyska olimpijskie
| Igrzyska    | Konkurencja                                     | Wynik                                         | Miejsce | Źródło |
| ----------- | ----------------------------------------------- | --------------------------------------------- | ------- | ------ |
| Londyn 1908 | Karabin dowolny, trzy postawy, 300 m, drużynowo | 4130 pkt. (druż.) 708 pkt. ind. (295–234–179) | 7       | [ 2 ]  |
| Londyn 1908 | Pistolet dowolny, 50 jardów                     | 337 pkt.                                      | 41      | [ 1 ]  |